# Felipe de Oliveira Barros
Felipe de Oliveira Barros (sinh ngày 5 tháng 8 năm 1994) là một cầu thủ bóng đá người Brasil.

## Sự nghiệp câu lạc bộ
Felipe de Oliveira Barros đã từng chơi cho Yokohama FC.